# The Knowledge
A The Knowledge Harrell Fletcher és Avalon Kalin 2010-ben készült alkotása az Amerikai Egyesült Államok Oregon államának Portland városában, a Portlandi Állami Egyetem campusán.
Az 5. sugárúton található mű a Branford Price Millar Könyvtár gyűjteményét ábrázolja; a címeket a munkatársak, oktatók és hallgatók közösen válogatták ki.
Harrell Fletcher szerint:
Ez a Portlandi Állami Egyetem campusán, az 5. sugárút és a Hall utca sarkán lévő üres falra készült projekt volt. Avalon Kalinnal közösen dolgoztunk, és minél több embert – hallgatók, oktatók, munkatársat – kértünk, hogy javasoljanak a tanulmányaikhoz kapcsolódó olyan könyveket, amik megtalálhatók a PSU könyvtárában. Ezután levettük őket a polcról, sorba rendeztük, és Nakamura Motojo lefotózta őket. Ezután egy plakátkészítő cég felnagyította és elhelyeztük a falon. Egy táblán a közreműködők listája olvasható.

## Fordítás
- Ez a szócikk részben vagy egészben  a   The Knowledge (mural) című angol Wikipédia-szócikk ezen változatának fordításán alapul.  Az eredeti cikk szerkesztőit annak laptörténete sorolja fel. Ez a jelzés csupán a megfogalmazás eredetét és a szerzői jogokat jelzi, nem szolgál a cikkben szereplő információk forrásmegjelöléseként.